# Seznam turških politikov
Seznam turških politikov.

## A
Yunus Nadi Abalıoğlu - Abdul Hamid II - Onursal Adıgüzel - Mehmet Ağar - İsmail Hakki Akansel - Hulusi Akar - Yıldırım Akbulut - Recep Akdağ - Yalçın Akdoğan - Hamit Tarhan Abdülhak - Ahmet Akın - Önder Aksakal - Meral Akşener - Muammer Aksoy (umorjen 1990) - Abdülkadir Aksu - (Taha Akyol) - Efkan Ala - Berat Albayrak - Ekrem Alican - Cihan Alptekin - İsmail Alptekin - Ahmet Kurtcebe Alptemoçin - Fatih Altaylı - Zeynep Altıok - Ruždi Aras? - Tevfik Rüştü Aras - Bülent Arınç - Ersin Arıoğlu - Ayşe Arman - Fahri Atabey - Ata Atalay - Beşir Atalay - Can Atalay - Mustafa Kemal Atatürk - Abdülkadir Ateş - Nihal Atsiz - Aytuğ Atıcı - Cumali Atilla - Yıldırım Avcı - Mehmet Ali Aybar - Zübeyir Aydar - Koray Aydın - Vedat Aydın - Kemal Aygün - Emine Ayna

## B
Ali Babacan - Ayşe Nur Bahçekapılı - Devlet Bahçeli - İdris Baluken - Erkan Baş - Nimet Baş - Murat Başesgioğlu - Celâl Bayar (1883-1986) - Nuri Kemal Bayar - Osman Baydemir - Cemîl Bayik - Deniz Baykal - Cami Baykut - Hakkı Behiç Bayiç - Erdal Beşikçioğlu - Gülizar Biçer Karaca - Ismail Bilen - Sadettin Bilgiç - Akın Birdal - Selin Sayek Böke - Osman Bölükbaşı - Behice Boran - Naci Bostancı - Ferruh Bozbeyli - Bekir Bozdağ - Volkan Bozkır - Murat Bozlak - Pervin Buldan - Ozcan Buze

## C
Nurettin Canikli - Sakine Cansız - Ali Fuat Cebesoy - İsmail Cem - Yakub Cemil - İlhan Cihaner - Hüsamettin Cindoruk - Nuri Conker

## Ç
Zafer Çağlayan - İhsan Sabri Çağlayangil - Mustafa Fevzi Çakmak - Hakan Çavuşoğlu - Mevlüt Çavuşoğlu - Mahir Cayan - (Fatih Çekirge) - İbrahim Çelebi - Feridun Çelik - Hikmet Çetin - Hüseyin Çelik - Ömer Çelik - Cemil Çiçek - Tansu Çiller - Aytun Çıray - (Emin Çölaşan) - Ali Coşkun - (Bekir Coşkun) -  

## D
Bedrettin Dalan - Vedat Dalokay - Ahmet Davutoğlu - Beril Dedeoğlu - Çağlar Demirel - Süleyman Demirel (1924–2015) - Nurettin Demirtaş - Selahattin Demirtaş - Kemal Derviş - Hatip Dicle - Ali Dinçer - Mazlum Doğan - Orhan Doğan - Uğur Dündar? 

## E
Bülent Ecevit - Rahşan Ecevit - Nazım Ekren - Şerafettin Elçi - Mustafa Elitaş - Lütfi Elvan - Enver Paša - Kaya Erdem - Necmettin Erbakan - Recep Tayyip Erdoğan - Ali Şevki Erek - Şefik Erensü - Sadullah Ergin - Nihat Ergün - Nihat Erim - Emin Erişirgil - Muharrem Erkek - Nizamettin Erkmen -  Emin Erkul - Mehmet Âkif Ersoy - Cumhur Ersümer - M. Munir Ertegun - Türker Ertürk - Ali Fethi Esener - Kenan Evren (1917-2015) - Orhan Eyüpoğlu

## F
Fuad Pasha - Damat Mehmed Adil Ferid Pasha - Metin Feyzioğlu - Turhan Feyzioğlu - Hakan Fidan

## G
Namık Gedik - (Deniz Gezmiş) - Levent Gök - Fahrettin Kerim Gökay - Melih Gökçek - Hüsnü A. Göksel - Münir Hüsrev Göle - Abdullah Gül - (Fethullah Gülen) - Aydemir Güler - Muammer Güler - Yasar Güler - Ragıp Gümüşpala - Şemsettin Günaltay - Ebru Günay - Ertuğrul Günay - Şükrü Sina Gürel - Doğan Güreş - Aydın Güven Gürkan - Selma Gürkan - Cemal Gürsel - Ali Müfit Gürtuna - Aydın Güven Gürkan

## H
Said Halim Pasha - Akif Hamzaçebi - Hüseyin Hilmi Bey - Salih Hulusi Pasha - Şefik Hüsnü (Deymer)

## I
Tayfun İçli - Ekmeleddin İhsanoğlu - Faruk Ilgaz - Gamze Akkuş İlgezdi - Mevlüt İlik - Ekrem İmamoğlu - Muharrem İnce - Erdal İnönü - İsmet İnönü - Haşim İşcan - Ismail Enver (Enver Paşa) - Fikri Işık - Ahmet Fehmi Işıklar - Emrullah İşler - Ahmet İsvan - Ahmed Izzet Pasha (Furgaç)

## K
İbrahim Kaboğlu - Kadri Paşa - Canan Kaftancıoğlu - Ahmet Kahraman - İsmail Kahraman - Adnan Kahveci - Mustafa Kalemli - Mustafa Kamalak - Oğuz Kaan Salıcı - Kâmil Paşa - Hasip Kaplan - Kâzım Karabekir - Mehmet Karaca - Gülizar Biçer Karaca - Temel Karamollaoğlu - Yakup Kadri Karaosmanoğlu - Mustafa Karasu ("Huseyin Ali") - (Murat Karayılan) - Murat Karayalçın - Cezmi Kartay - Selma Aliye Kavaf - Osman Kavala - Şükrü Kaya - Yaşar Kaya - Veysi Kaynak - Avnullah Kâzımî - Namık Kemal - Serpil Kemalbay - Necdet Kent - Khaireddin - Mehmed Kâmil Pasha - Kemal Kılıçdaroğlu (prv. Karabulut) - Lütfi Kırdar - Cahit Kırkazak - Ahmet Taner Kislali - Gültan Kışanak - Atilla Koç - Ali Haydar Konca - Fuat Köprülü - Refik Koraltan - Mahsum Korkmaz-"Agit" - Fahri Korotürk - Aytekin Kotil -/Yalçın Küçük/- Zeki Kuneralp - Mustafa Kemal Kurdaş - Ertuğrul Kürkçü - Numan Kurtulmuş - Umut Kuruç - Murat Kurum - Bülent Kuşoğlu - Recai Kutan - Ecmel Kutay?

## M
Osman Mayatepek - Mehmed Emin Âli Pasha - Mehmed VI Vahideddin - Mehmed Talat Pasha - Ferit Melen - Adnan Menderes - Aydın Menderes - Ethem Menderes - Mutlu Menderes - Yüksel Menderes - Halil Menteşe - Nahit Menteşe - Midhat Pasha - Erkan Mumcu - Güldal Mumcu

## N
Aylin Nazlıaka - Ali-Shir Nava'i - Hüseyin Nazım Pasha - Ethem Nejat - Refik Nevzat - Ahmed Niyazi Bey - Abdurrahman Nurettin Pasha

## O
Sinan Oğan - Fuat Oktay - Kemal Okuyan - Fethi Okyar - Umut Oran - Hüseyin Rauf Orbay - Kâzım Orbay - Rauf Orbay

## Ö
(Abdullah Öcalan) - Dilek Öcalan - Mümtaz Ökmen - Sırrı Süreyya Önder - Ali Önder Öndeş - Altan Öymen - Çetin Özaçıkgöz - Turgut Özal - Sultan Özcan - Özgür Özel - Hüsamettin Özkan - (Yılmaz Özdil) - (Ertuğrul Özkök) - Faik Öztrak - Yurdusev Özsökmenler - Ali Öztunç - Sebahattin Öztürk

## P
(Papasian) - Djemal Pasha - Şafak Pavey - Cavit Şadi Pehlivanoğlu - Recep Peker - Doğu Perinçek - Kemal Pir - Ahmet Piristina - Hasan Polatkan

## R
Abdülhalik Renda - Nazım Resmor - Ahmet Reşit Rey - Halil Rifat Pasha - Ahmet Rıza Bey - Ali Rıza Pasha - Mehmed Rushdi Pasha - Fatin Rüştü Zorlu

## S
(Sultanzade Sabahaddin) - Selim Sadak - Fikri Sağlar - Hasan Saka - Sırrı Sakık - Ahmet Samim - Mithat Sancar - Şükrü Saracoğlu - Önder Sav - Refik Saydam - Selin Sayek Böke - Yücel Seçkiner - Ahmet Selçuk - (Abdulkadir Selvi) - Mahmud Shevket Pasha - Ahmet Necdet Sezer - Zeki Sezer - İsmet Sezgin - Mehmet Sincar - Kamil Okyay Sındır - Feridun Sinirlioğlu - Suat Soyer - Tunç Soyer - Süleyman Soylu - Mümtaz Soysal - Nurettin Sözen - Şükrü Sökmen Süer - Cevdet Sunay - İshak Sükuti - Mustafa Suphi - Sırrı Süreyya Önder

## Ş
Ali Şahin - Fatih Şahin - İdris Naim Şahin - Mehmet Ali Şahin - Muhammed Şahin - Vasip Şahin - Abdüllatif Şener - Mustafa Şentop - Mehmet Şimşek - İbrahim Şinasi? 

## T
Talaat Pasha (Mehmed Talaat) - Naim Talu - Ahmet Tan - Nevzat Tandoğan - Sadettin Tantan - Emine Ülker Tarhan - Alper Taş - Mustafa Rüştü Taşar - Yüksel Taşkın - Soghomon Tehlirian - Ahmet Ferit Tek - Gürsel Tekin - Necdet Tekin - Sezai Temelli - Ahmet Tevfik (Okday) Pasha (1845–1936) - Erdoğan Teziç - Kadir Topbaş - Köksal Toptan - Aysel Tuğluk - Ahmet Nusret Tuna - Mustafa Tuna - Yılmaz Tunç - Sebahat Tuncel - Ahmet Türk - Bülent Türker - Masum Türker - Alparslan Türkeş - Tuğrul Türkeş - Ahmet Fikri Tüzer

## U
Bahriye Üçok - Necdet Uğur - Bülent Uluer - Bülent Ulusu - (Hıncal Uluç) - Abdulkadir Uraloglu - Hilmi Uran - Gaye Usluer - Cemil Uybadın - Gültekin Uysal - Mevlüt Uysal - Behçet Uz - Salih Uzun

## Ü
Suat Hayri Ürgüplü - Muhittin Üstündağ - Mustafa Üstündağ

## Y
(Soner Yalçın) - Ertuğrul Yalçınbayır - Sadık Yakut - Mansur Yavaş - Nursen Yavaş - Hayati Yazıcı - Ali Yerlikaya - Binali Yıldırım - Cevdet Yılmaz - İsmet Yılmaz - Mesut Yılmaz - Namik Kemal Yolga - Kamûran Yûksek - Figen Yüksekdağ - Haydar Yulug

## Z
Leyla Zana - Mehdi Zana - Namık Kemal Zeybek - Nihat Zeybekci - Fatin Rüştü Zorlu